# Lista siturilor Natura 2000 din Lituania
Lista siturilor Natura 2000 din Lituania conține toate ariile naturale din această țară incluse în rețeaua europeană Natura 2000.
Această listă este generată cu date din Wikidata și este actualizată periodic de un robot.
 Editările făcute în listă vor fi șterse la următoarea actualizare!
| Imagine | Cod Natura 2000 | Articol                                                      |
| ------- | --------------- | ------------------------------------------------------------ |
|         | LTLAZ0044       | Kauknorio apylinkės                                          |
|         | LTLAZ0045       | Kučiuliškės-Drapalių apylinkės II                            |
|         | LTLAZ0046       | Varnėnų apylinkės                                            |
|         | LTLAZ0047       | Pertako apylinkės                                            |
|         | LTLAZB001       | Niedaus ir Veisiejų ežerai                                   |
|         | LTLAZB003       | Pertako miškas                                               |
|         | LTMAR0001       | Kazlų Rūdos miškas II                                        |
|         | LTMAR0006       | Grandai                                                      |
|         | LTMAR0007       | Varnabūdės miškas                                            |
|         | LTMAR0008       | Dalginės miškas                                              |
|         | LTMAZ0005       | Dautarų miškas                                               |
|         | LTMAZ0008       | Vidgirio miškas                                              |
|         | LTMAZ0009       | Varduvos upė                                                 |
|         | LTMAZ0010       | Ventos vidurupis                                             |
|         | LTMAZ0011       | Purvių miškas                                                |
|         | LTMAZ0012       | Maigų miškas                                                 |
|         | LTMAZ0013       | Virvytės slėnis                                              |
|         | LTMAZ0014       | Plinkšių apylinkės                                           |
|         | LTMAZ0016       | Dautarų miškas II                                            |
|         | LTMAZ0017       | Varduvos upė II                                              |
|         | LTMAZ0018       | Žemalės apylinkės                                            |
|         | LTMAZ0019       | Didamiškis                                                   |
|         | LTMAZB001       | Plinkšių miškas                                              |
|         | LTMOL0010       | Labanoro regioninis parkas                                   |
|         | LTMOL0012       | Vilkaraisčio miškas                                          |
|         | LTMOL0013       | Malkėsto apylinkės                                           |
|         | LTMOL0014       | Alkūnų ir Grybiškių miškai                                   |
|         | LTNER0005       | Kuršių nerija                                                |
|         | LTNER0006       | Sambijos plynaukštė                                          |
|         | LTNERB001       | Kuršių nerijos pajūris                                       |
|         | LTPAK0001       | Kruojos upės slėniai                                         |
|         | LTPAK0004       | Laumenio miškas                                              |
|         | LTPAK0005       | Laumekių miškas                                              |
|         | LTPAK0006       | Gedžiūnų miškas                                              |
|         | LTPAK0007       | Grūžių apylinkės                                             |
|         | LTPAL0001       | Baltijos jūros priekrantė                                    |
|         | LTPAL0002       | Klaipėdos-Ventspilio plynaukštė                              |
|         | LTPALB002       | Klaipėdos–Ventspilio plynaukštė                              |
|         | LTPAN0001       | Naudvario miškas                                             |
|         | LTPAN0002       | Nevėžio ir Kiršino upių santaka                              |
|         | LTPAN0003       | Nevėžio upės slėnis ties Vadaktėliais                        |
|         | LTPAN0004       | Gringalių miškas                                             |
|         | LTPAN0005       | Pašilių pelkė                                                |
|         | LTPAN0006       | Žalioji giria                                                |
|         | LTPAN0008       | Skilvionių miškas                                            |
|         | LTPAN0010       | Nevėžio upės slėnis ties Vadaktėliais - II                   |
|         | LTPAN0011       | Nevėžio slėnis ties Dembava                                  |
|         | LTPAN0012       | Nevėžio vidurupio slėnis                                     |
|         | LTPAN0013       | Lieležerio ir Pašilių ežero kompleksas                       |
|         | LTPAN0014       | Kalnelio miškas                                              |
|         | LTPAN0015       | Švaininkų miškai                                             |
|         | LTPAS0001       | Lepšynės miškas                                              |
|         | LTPAS0002       | Pamūšiai                                                     |
|         | LTPAS0003       | Mūšos slėnis žemiau Raudonpamūšio                            |
|         | LTPAS0004       | Pyvesos upės slėnis žemiau Rinkūnų                           |
|         | LTPAS0005       | Grūžių miškas                                                |
|         | LTPAS0006       | Joniškėlio dvaro parkas                                      |
|         | LTPAS0007       | Pamūšiai II                                                  |
|         | LTPAS0008       | Pyvesos upės slėnis žemiau Rinkūnų II                        |
|         | LTPAS0009       | Pumpėnų miškas                                               |
|         | LTPLU0009       | Žemaitijos nacionalinis parkas                               |
|         | LTPLU0010       | Rietavo miškai                                               |
|         | LTPLU0011       | Sausdravo upė                                                |
|         | LTPLU0012       | Stalgėnų pievos                                              |
|         | LTPLU0013       | Gandingos apylinkės                                          |
|         | LTPLU0014       | Vainaičių tyras (Stalgo pelkė)                               |
|         | LTPLU0015       | Kantaučių apylinkės                                          |
|         | LTPLU0016       | Minijos aukštupys                                            |
|         | LTPLUB002       | Reiskių tyro pelkė                                           |
|         | LTPLUB003       | Aukštojo tyro pelkė                                          |
|         | LTPRI0002       | Verknės upės slėnis                                          |
|         | LTPRI0004       | Tartoko pelkė                                                |
|         | LTPRI0005       | Revuonos ištakos                                             |
|         | LTPRI0007       | Balbieriškio atodanga                                        |
|         | LTPRI0009       | Vizdijos upės slėnis                                         |
|         | LTPRI0010       | Nemuno kilpos                                                |
|         | LTPRI0011       | Rūdgirių pelkė                                               |
|         | LTPRI0012       | Verknės vidurupys                                            |
|         | LTPRI0013       | Prienų šilas                                                 |
|         | LTPRI0014       | Ošvenčios upė ir jos slėniai                                 |
|         | LTPRI0015       | Balbieriškio miškas                                          |
|         | LTPRI0017       | Skriaudžių kaimo apylinkės                                   |
|         | LTPRI0018       | Balbieriškio miškas II                                       |
|         | LTPRI0019       | Alšininkų apylinkės                                          |
|         | LTPRI0021       | Prienų šilas II                                              |
|         | LTPRIB005       | Nemunas tarp Prienų ir Lengveniškių                          |
|         | LTPRIB006       | Nemunas tarp Pelėšiškių ir Balbieriškio                      |
|         | LTRAD0001       | Praviršulio Tyrelis                                          |
|         | LTRAD0002       | Strazdynė                                                    |
|         | LTRAD0004       | Radvilonių miškas                                            |
|         | LTRAD0005       | Kurklių miškas                                               |
|         | LTRAD0006       | Liepinės miškas                                              |
|         | LTRAD0007       | Pelytės pelkė                                                |
|         | LTRAD0008       | Šušvės upė ir jos slėniai                                    |
|         | LTRAD0009       | Daugyvenės apylinkės                                         |
|         | LTRAD0010       | Radvilonių miškas II                                         |
|         | LTRADB004       | Sulinkių durpynas                                            |
|         | LTRADB005       | Tyrulių pelkė                                                |
|         | LTRAS0001       | Jukainių miškas                                              |
|         | LTRAS0002       | Dubysos vidurupis ir žemupys                                 |
|         | LTRAS0005       | Šešuvies upės slėnis žemiau Molavėnų                         |
|         | LTRAS0007       | Balčios upė                                                  |
|         | LTRAS0008       | Šienlaukio miškas                                            |
|         | LTRAS0009       | Blinstrubiškių miškai                                        |
|         | LTRAS0010       | Paliepių ir Šilainių miškai                                  |
|         | LTRASB001       | Dubysos upės slėnis                                          |
|         | LTRASB002       | Blinstrubiškio miškas                                        |
|         | LTRIE0001       | Aitros upė                                                   |
|         | LTRIE0002       | Lopaičių miškas                                              |
|         | LTRIE0003       | Natalkos ežero apylinkės                                     |
|         | LTRIE0004       | Giliogirio apylinkės                                         |
|         | LTRIE0005       | Aitros upė II                                                |
|         | LTROK0001       | Petriošiškio pelkė                                           |
|         | LTROK0002       | Bradėsių kadagynas                                           |
|         | LTROK0003       | Gaidžiabalės samanynė                                        |
|         | LTROK0004       | Konstantinavos pelkė                                         |
|         | LTROK0006       | Baršėnų pelkė                                                |
|         | LTROK0007       | Dusetų giria                                                 |
|         | LTROK0009       | Šaltojos upės slėnis                                         |
|         | LTROK0015       | Suvainiškio miškas                                           |
|         | LTROK0019       | Minkūnų durpynas                                             |
|         | LTROK0020       | Ažukriaunio miškas                                           |
|         | LTROK0021       | Sacharos pelkė                                               |
|         | LTROK0022       | Juodymų pelkė                                                |
|         | LTROK0023       | Juodupės apylinkės                                           |
|         | LTROKB001       | Čedaso ežeras ir jo apyežerės                                |
|         | LTROKB004       | Šaltojos ir Vyžuonos upių slėniai                            |
|         | LTSAK0001       | Nemuno slėnio skroblynai nuo Kriukų iki Gelgaudiškio         |
|         | LTSAK0002       | Nemuno upė Panemunių regioniniame parke                      |
|         | LTSAK0003       | Šešupė ir jos slėniai                                        |
|         | LTSAK0004       | Jotijos upės slėnis                                          |
|         | LTSAKB001       | Novaraistis                                                  |
|         | LTSAL0001       | Kernavo pelkė                                                |
|         | LTSAL0002       | Gaujos upės slėnis                                           |
|         | LTSAL0003       | Stakų miškas                                                 |
|         | LTSAL0004       | Visinčios upės slėnis ties Gudeliais                         |
|         | LTSAL0006       | Jurgelionių pievos                                           |
|         | LTSAL0010       | Merkio pievos ties Pamerkiu                                  |
|         | LTSAL0011       | Merkio slėnis ties Turgeliais                                |
|         | LTSAL0012       | Šalčios ir Visinčios upių slėniai                            |
|         | LTSAL0013       | Rūdninkų viržynai                                            |
|         | LTSAL0014       | Šilinės miškas                                               |
|         | LTSAL0015       | Naujakiemio apylinkės                                        |
|         | LTSAL0016       | Tribonių apylinkės                                           |
|         | LTSALB002       | Rūdninkų giria                                               |
|         | LTSALB003       | Baltosios Vokės šlapžemės                                    |
|         | LTSIA0001       | Lygė                                                         |
|         | LTSIA0002       | Pageluvio ežerynas                                           |
|         | LTSIA0003       | Bulėnų pelkė                                                 |
|         | LTSIA0004       | Paraudžių miškas                                             |
|         | LTSIA0005       | Rėkyvos pelkė                                                |
|         | LTSIA0006       | Varputėnų miškas                                             |
|         | LTSIA0007       | Dubysos upės slėnis ties Bazilionais                         |
|         | LTSIA0008       | Gelžės miškas                                                |
|         | LTSIA0009       | Švendrės miškas                                              |
|         | LTSIA0010       | Kurtuvėnų regioninio parko rytinė dalis                      |
|         | LTSIA0011       | Raudėnų apylinkės                                            |
|         | LTSIA0014       | Gubernijos miškai                                            |
|         | LTSIAB001       | Gubernijos miškas                                            |
|         | LTSIL0002       | Gojaus skroblynai                                            |
|         | LTSIL0003       | Medvėgalio pievos                                            |
|         | LTSIL0005       | Žaliosios miškas                                             |
|         | LTSIL0006       | Jūros upės slėniai                                           |
|         | LTSIL0007       | Upynos kaimo apylinkės                                       |
|         | LTSIL0008       | Bilionių apylinkės                                           |
|         | LTSIL0009       | Gatautiškės miškas                                           |
|         | LTSIL0010       | Medvėgalio pievos II                                         |
|         | LTSIL0011       | Pagramančio regioninis parkas II                             |
|         | LTSIR0001       | Astruvkos miškas                                             |
|         | LTSIR0002       | Gerviraisčio pelkė                                           |
|         | LTSIR0003       | Alionių pelkė                                                |
|         | LTSIR0004       | Šešuolėlių miškas                                            |
|         | LTSIR0005       | Širvintos upės slėniai                                       |
|         | LTSIR0006       | Kernavės apylinkės                                           |
|         | LTSIR0007       | Žibėnų tvenkinio apylinkės                                   |
|         | LTSIR0008       | Gerviraisčio pelkė II                                        |
|         | LTSIR0009       | Alionių pelkė II                                             |
|         | LTSIR0010       | Čerkiškės apylinkės                                          |
|         | LTSIR0011       | Širvintos upės slėniai II                                    |
|         | LTSIU0001       | Pleinės pelkė                                                |
|         | LTSIU0003       | Ragainės vingis                                              |
|         | LTSIU0004       | Šereitlaukio miškas                                          |
|         | LTSIU0010       | Jūros upė žemiau Tauragės                                    |
|         | LTSIU0013       | Nemuno delta                                                 |
|         | LTSIU0015       | Nemuno upė Rambyno regioniniame parke                        |
|         | LTSIU0016       | Graumena ir jos slėniai                                      |
|         | LTSIU0017       | Lapynų apylinkės                                             |
|         | LTSIU0018       | Vainuto miškai                                               |
|         | LTSIU0019       | Veiviržo ir Šalpės upės II                                   |
|         | LTSIU0020       | Panemunės pievos                                             |
|         | LTSIU0021       | Kavolių miškas                                               |
|         | LTSKU0001       | Šventosios upės slėnis ties Margininkais                     |
|         | LTSKU0002       | Šauklių riedulynas                                           |
|         | LTSKU0003       | Kulalių riedulynas                                           |
|         | LTSKU0004       | Rimšinės miškas                                              |
|         | LTSKU0005       | Luobos upė                                                   |
|         | LTSKU0007       | Laumių miškas                                                |
|         | LTSKU0008       | Večių miškas                                                 |
|         | LTSKU0009       | Viršilų miškas                                               |
|         | LTSKU0010       | Apšės upė ir jos slėnis                                      |
|         | LTSKU0011       | Kulalių riedulynas II                                        |
|         | LTSKU0012       | Mosėdžio apylinkės                                           |
|         | LTSKU0014       | Šventosios upės slėnis ties Margininkais II                  |
|         | LTSKUB001       | Apšės upės slėnis                                            |
|         | LTSKUB002       | Erlos ir Salanto upių senslėniai                             |
|         | LTSLUB002       | Senrusnės ir Sennemunės ežerai                               |
|         | LTSLUB003       | Sausgalvių pievos                                            |
|         | LTSVE0001       | Acinto ir Perūno pelkės                                      |
|         | LTSVE0002       | Adutiškio pelkė                                              |
|         | LTSVE0003       | Baltasamanės pelkė                                           |
|         | LTSVE0004       | Algirdėnų pelkė                                              |
|         | LTSVE0008       | Meros upė ir jos slėnis                                      |
|         | LTSVE0016       | Sėtikės upė ir jos slėnis                                    |
|         | LTSVE0018       | Mergežerio ežeras                                            |
|         | LTSVE0019       | Ilgio ežeras (II)                                            |
|         | LTSVE0020       | Žeimenos upė                                                 |
|         | LTSVE0024       | Sarios upė                                                   |
|         | LTSVE0026       | Saločio ežeras                                               |
|         | LTSVE0032       | Neversčių miškas                                             |
|         | LTSVE0033       | Kretuono ežeras ir jo apylinkės                              |
|         | LTSVE0035       | Gelednės miškas                                              |
|         | LTSVE0036       | Kretuonykščio ežeras ir apyežeris                            |
|         | LTSVE0037       | Guntauninkų miškas                                           |
|         | LTSVE0038       | Eituniškės pelkė ir Lygiaraistis                             |
|         | LTSVEB001       | Svylos upės slėnis                                           |
|         | LTSVEB002       | Labanoro giria                                               |
|         | LTSVEB003       | Kretuono ežeras                                              |
|         | LTSVEB005       | Asvejos ežerynas                                             |
|         | LTSVEB008       | Adutiškio - Guntauninkų miškai                               |
|         | LTSVEB009       | Pabradės smiltpievės                                         |
|         | LTTAU0001       | Ančios upės slėnis                                           |
|         | LTTAU0006       | Viešvilės aukštupio pelkynas                                 |
|         | LTTAU0007       | Šešuvies upė žemiau Pašešuvio                                |
|         | LTTAU0008       | Pagramančio regioninis parkas                                |
|         | LTTAU0009       | Meškų pievos                                                 |
|         | LTTAU0013       | Norkiškės miškas                                             |
|         | LTTAU0014       | Dabrupinės miškas                                            |
|         | LTTAU0018       | Šaltaičių kaimo apylinkės                                    |
|         | LTTAU0019       | Šunijos upė                                                  |
|         | LTTAU0021       | Visbarų apylinkės                                            |
|         | LTTAUB001       | Šešuvies ir Jūros upės slėniai                               |
|         | LTTAUB003       | Visbarų žuvininkystės tvenkiniai                             |
|         | LTTAUB004       | Nemuno slėnio pievos ties Viešvile                           |
|         | LTTEL0001       | Germanto ežeras                                              |
|         | LTTEL0002       | Saloto ežeras ir jo apyežerės                                |
|         | LTTEL0005       | Paršežerio - Lūksto pelkių kompleksas                        |
|         | LTTEL0006       | Ankantų pelkė                                                |
|         | LTTEL0007       | Sydeklio pelkė                                               |
|         | LTTEL0009       | Moteraičio pievos                                            |
|         | LTTEL0010       | Šatrijos pievos                                              |
|         | LTTEL0011       | Gelžio ežeras                                                |
|         | LTTEL0013       | Pagirgždūčio miškas                                          |
|         | LTTEL0014       | Sprūdės pievos                                               |
|         | LTTEL0015       | Kęstaičių kaimo apylinkės                                    |
|         | LTTEL0016       | Virvytės upė ir jos apylinkės                                |
|         | LTTEL0017       | Virvytės upė ir jos apylinkės II                             |
|         | LTTEL0018       | Lauko Sodos apylinkės                                        |
|         | LTTEL0019       | Vembūtų apylinkės                                            |
|         | LTTEL0021       | Varnių apylinkės                                             |
|         | LTTEL0023       | Šatrijos pievos II                                           |
|         | LTTEL0025       | Germanto apylinkės                                           |
|         | LTTELB001       | Biržulio ir Stervo pelkių kompleksas                         |
|         | LTTRA0001       | Jurgionių miškas                                             |
|         | LTTRA0002       | Škilietų ežerų apylinkės                                     |
|         | LTTRA0003       | Solio ežeras ir jo apyežerės                                 |
|         | LTTRA0004       | Žydkaimio pelkės                                             |
|         | LTTRA0005       | Skrebio miškas                                               |
|         | LTTRA0006       | Mergiškių miškas                                             |
|         | LTTRA0007       | Spindžiaus miškas                                            |
|         | LTTRA0012       | Skaisčio ežeras                                              |
|         | LTTRA0016       | Bitiškių ežeras                                              |
|         | LTTRA0017       | Akies ežeras ir jo apyežerės                                 |
|         | LTTRA0018       | Širmuko ežeras                                               |
|         | LTTRA0019       | Varnikų miškas                                               |
|         | LTTRA0020       | Plomėnų pelkė                                                |
|         | LTTRA0021       | Mošios ežeras                                                |
|         | LTTRA0022       | Kiemeliškių kaimo apylinkės                                  |
|         | LTTRA0023       | Bražuolės upės slėniai ties Gratiškėmis                      |
|         | LTTRA0024       | Žaliosios kaimo apylinkės                                    |
|         | LTTRA0026       | Bražuolės upės slėnis žemiau Vilūniškių                      |
|         | LTTRA0029       | Gubiškių miškas                                              |
|         | LTTRA0031       | Paukšteliškių kaimo apylinkės                                |
|         | LTTRA0032       | Alsakių miškas                                               |
|         | LTTRA0033       | Bražuolės upės ištakos                                       |
|         | LTTRA0034       | Naujojo Lentvario apylinkės                                  |
|         | LTTRA0035       | Strėvos apylinkės                                            |
|         | LTTRA0036       | Žaliosios kaimo apylinkės II                                 |
|         | LTTRA0037       | Mergiškių miškas II                                          |
|         | LTTRA0038       | Verknės vidurupis II                                         |
|         | LTUKM0004       | Kazimieravos pelkė                                           |
|         | LTUKM0005       | Siesarties upė ir jos slėnis                                 |
|         | LTUKM0006       | Svirplinės pelkė                                             |
|         | LTUKM0007       | Šventosios upės vidurupis                                    |
|         | LTUKM0008       | Viliukų miškas                                               |
|         | LTUKM0009       | Dirvonų ežerėliai ir pelkės                                  |
|         | LTUKM0010       | Adomiškio pelkė                                              |
|         | LTUKM0011       | Gemeliškio kaimo apylinkės                                   |
|         | LTUKM0012       | Siesarties upė ties Valais                                   |
|         | LTUKM0015       | Petrašiūnų miškas                                            |
|         | LTUKM0016       | Žuvintės upė ir jos slėniai                                  |
|         | LTUKM0017       | Laukėnų apylinkės                                            |
|         | LTUKM0019       | Šešuolių giria                                               |
|         | LTUKM0020       | Vytinės miškas                                               |
|         | LTUKMB001       | Taujėnų - Užulėnio miškai                                    |
|         | LTUTE0006       | Alių pelkė                                                   |
|         | LTUTE0010       | Ąžuolijos miškas                                             |
|         | LTUTE0011       | Vyžuonų šilas                                                |
|         | LTUTE0012       | Gegužiakalnio miškas                                         |
|         | LTUTE0013       | Samanyčios pelkė                                             |
|         | LTUTE0014       | Nemeikščių apylinkės                                         |
|         | LTUTE0015       | Puodžių pievos                                               |
|         | LTVAR0001       | Spenglos upė ir jos slėnis                                   |
|         | LTVAR0009       | Čepkelių pelkė                                               |
|         | LTVAR0011       | Merkio upė                                                   |
|         | LTVAR0012       | Ūlos upė                                                     |
|         | LTVAR0015       | Derežnos upė                                                 |
|         | LTVAR0016       | Versekos upė                                                 |
|         | LTVAR0017       | Dainavos giria                                               |
|         | LTVAR0018       | Geidukonių pelkė                                             |
|         | LTVAR0019       | Diržamenių pelkė                                             |
|         | LTVAR0025       | Stojų pievos                                                 |
|         | LTVAR0026       | Nedzingės ir Amarnios upės                                   |
|         | LTVAR0028       | Merkio ir Šalčios upių santaka                               |
|         | LTVAR0029       | Versekos upės slėnis ties Krūminiais                         |
|         | LTVAR0030       | Burokaraisčio ežeras                                         |
|         | LTVAR0031       | Nedzingio ežeras                                             |
|         | LTVAR0032       | Radyščiaus kaimo apylinkės                                   |
|         | LTVAR0033       | Glėbo ežero apylinkės                                        |
|         | LTVAR0035       | Ilgininkų apylinkės                                          |
|         | LTVAR0036       | Kaniavos miškai                                              |
|         | LTVARB004       | Karaviškių miškas                                            |
|         | LTVARB007       | Grybaulios žuvininkystės tvenkiniai                          |
|         | LTVIK0001       | Virbalgirio miškas                                           |
|         | LTVIK0002       | Vištyčio regioninis parkas                                   |
|         | LTVIK0003       | Pavištyčio pievos                                            |
|         | LTVIK0005       | Tadarinės ir Vištytgirio miškai                              |
|         | LTVIK0007       | Pelenių kaimo apylinkės                                      |
|         | LTVIK0009       | Vygris ir Beržinis                                           |
|         | LTVIK0010       | Širvintos (Šeimenos) vidurupis                               |
|         | LTVIK0011       | Širvintos (Šeimenos) žemupys                                 |
|         | LTVIN0001       | Taurijos miškas                                              |
|         | LTVIN0002       | Šveicarijos miškas                                           |
|         | LTVIN0003       | Medininkų pievos                                             |
|         | LTVIN0006       | Raudonoji bala                                               |
|         | LTVIN0008       | Žaliųjų ežerų apylinkės                                      |
|         | LTVIN0009       | Neries upė                                                   |
|         | LTVIN0010       | Riešės upės slėnis                                           |
|         | LTVIN0011       | Ežerėlių kompleksas                                          |
|         | LTVIN0012       | Neries upės šlaitas ties Verkiais                            |
|         | LTVIN0013       | Giedraitiškių pelkė                                          |
|         | LTVIN0014       | Aukštųjų Panerių geležinkelio tunelis                        |
|         | LTVIN0015       | Antakalnio bunkeriai                                         |
|         | LTVIN0016       | Suktiškių miško dalis                                        |
|         | LTVIN0017       | Gegužinės pelkė                                              |
|         | LTVIN0018       | Girijos miškas                                               |
|         | LTVIN0020       | Kryžiokų miškas                                              |
|         | LTVIN0024       | Vilnios upė                                                  |
|         | LTVIN0025       | Kenos upė                                                    |
|         | LTVIN0030       | Vanagynės miškas                                             |
|         | LTVIN0032       | Vilnios upės slėnis ties Mickūnais                           |
|         | LTVIN0033       | Jusinės upė                                                  |
|         | LTVIN0034       | Lavoriškių miškas                                            |
|         | LTVIN0035       | Kaukysos upės slėnis                                         |
|         | LTVIN0036       | Vilnios šlaitai ties Pūčkoriais                              |
|         | LTVIN0037       | Mūrinės miškas                                               |
|         | LTVIN0038       | Griovių kaimo apylinkės                                      |
|         | LTVIN0039       | Valakupių-Veržuvos-Tapelių apylinkės                         |
|         | LTVIN0040       | Naujanerių apylinkės                                         |
|         | LTVIN0042       | Jusinės apylinkės                                            |
|         | LTVIN0043       | Vanagynės miškas II                                          |
|         | LTVIN0044       | Skerdimų miškas                                              |
|         | LTVIN0045       | Marijampolio apylinkės                                       |
|         | LTVIN0046       | Nemenčinės apylinkės                                         |
|         | LTVIS0001       | Kukutėnų apylinkės                                           |
|         | LTVLKB001       | Širvintos upės slėnis                                        |
|         | LTVLNB001       | Kazimieravo šlapžemės                                        |
|         | LTZAR0002       | Pelkėtos Rašų ežero pakrantės                                |
|         | LTZAR0003       | Gipėnų kaimo apylinkės                                       |
|         | LTZAR0004       | Padustėlio pelkės                                            |
|         | LTZAR0005       | Balnio ežeras ir jo apyežerės                                |
|         | LTZAR0006       | Ėglio ir Ėglioko ežerai                                      |
|         | LTZAR0007       | Ilgašilis                                                    |
|         | LTZAR0008       | Vyko ežero apyežerės                                         |
|         | LTZAR0011       | Antazavės šilas                                              |
|         | LTZAR0022       | Velniabalė                                                   |
|         | LTZAR0023       | Samanių pelkė                                                |
|         | LTZAR0024       | Gražutės regioninis parkas                                   |
|         | LTZAR0025       | Smalvos ir Smalvykščio ežerai ir pelkės                      |
|         | LTZAR0026       | Smalvelės upė ir šlapžemės                                   |
|         | LTZAR0027       | Zalvės pelkė                                                 |
|         | LTZAR0028       | Zalvės upės slėnis                                           |
|         | LTZAR0029       | Drūkšių ežeras                                               |
|         | LTZAR0030       | Pūsčios pelkė                                                |
|         | LTZAR0032       | Melatinėlės upės slėnis                                      |
|         | LTZAR0033       | Dūburio - Kelpšiškio apylinkės                               |
|         | LTZAR0034       | Drūkšių ežero apylinkės                                      |
|         | LTZARB001       | Vasaknų tvenkiniai                                           |
|         | LTZARB002       | Smalvos šlapžemių kompleksas                                 |
|         | LTZARB004       | Šiaurės rytinė Gražutės regioninio parko dalis               |
|         | LTZARB005       | Sartų regioninis parkas                                      |
|         | LTAKM0002       | Ventos upė                                                   |
|         | LTAKM0003       | Purvių kaimo apylinkės                                       |
|         | LTAKM0004       | Užpelkių pievos                                              |
|         | LTAKM0005       | Gumbakių atodanga                                            |
|         | LTAKM0006       | Ventos upės slėnis auksčiau Papilės                          |
|         | LTAKM0007       | Ventos upės slėnis žemiau Papilės                            |
|         | LTAKM0008       | Ventos upės slėnis aukščiau Ventos                           |
|         | LTAKM0009       | Mūšos Tyrelio miškas II                                      |
|         | LTAKMB001       | Kamanų pelkė                                                 |
|         | LTAKMB002       | Ventos upės slėnis                                           |
|         | LTALY0001       | Vidzgirio miškas                                             |
|         | LTALY0002       | Norūnų miškas                                                |
|         | LTALY0004       | Punios šilas                                                 |
|         | LTALY0005       | Žuvinto ežeras ir Buktos miškas                              |
|         | LTALY0006       | Sabališkių miškas                                            |
|         | LTALY0007       | Alovės apylinkės                                             |
|         | LTALY0008       | Taukotiškių pievos                                           |
|         | LTALY0009       | Pivašiūnų apylinkės                                          |
|         | LTALY0010       | Einorų miško bunkeris                                        |
|         | LTALY0012       | Kalesninkų ir Užukalnių apylinkės                            |
|         | LTALYB001       | Metelių, Dusios ir Obelijos ežerai                           |
|         | LTALYB003       | Žuvinto, Žaltyčio ir Amalvo pelkės                           |
|         | LTANY0001       | Vilkatėnų miškas                                             |
|         | LTANY0002       | Pavirinčių-Pakalnių pelkė                                    |
|         | LTANY0004       | Virintos upė                                                 |
|         | LTANY0009       | Variaus upelio slėnis                                        |
|         | LTANY0011       | Girelės miškas                                               |
|         | LTANY0014       | Žaliosios pievos                                             |
|         | LTANY0016       | Užuraisčių kaimo apylinkės                                   |
|         | LTANY0019       | Rubikių ežeras ir jo apyežerės                               |
|         | LTANY0020       | Šventosios senvagės                                          |
|         | LTANY0021       | Baldono ežero apylinkės                                      |
|         | LTANY0022       | Gykių Vaitkūnų pelkė                                         |
|         | LTANY0023       | Viešinto ežeras                                              |
|         | LTANY0024       | Gojaus apylinkės                                             |
|         | LTANY0025       | Anykštos apylinkės                                           |
|         | LTANYB001       | Šimonių giria                                                |
|         | LTBIR0002       | Daudžgirių miškas                                            |
|         | LTBIR0003       | Nemunėlio vidurupis                                          |
|         | LTBIR0004       | Gipso karsto ežerai ir jų apyežerės                          |
|         | LTBIR0005       | Karajimiškio kaimo apylinkės                                 |
|         | LTBIR0007       | Drąseikių kaimo apylinkės                                    |
|         | LTBIR0008       | Ąžuolynės miškas                                             |
|         | LTBIR0009       | Padaičių miškas                                              |
|         | LTBIR0010       | Užubalių apylinkės                                           |
|         | LTBIRB001       | Biržų giria                                                  |
|         | LTBIRB002       | Nemunėlio upės slėnis                                        |
|         | LTBRS0001       | Siponių atodanga                                             |
|         | LTBRS0002       | Škėvonių atodanga                                            |
|         | LTDRU0003       | Avirės upė                                                   |
|         | LTDRU0005       | Cimokinė                                                     |
|         | LTDRU0006       | Vilko ežeras ir jo apyežeris                                 |
|         | LTDRU0007       | Raigardo apylinkės                                           |
|         | LTDRU0008       | Bilsinyčios upės apylinkės                                   |
|         | LTDRU0009       | Baltosios Ančios apylinkės                                   |
|         | LTDRU0010       | Avirės upė II                                                |
|         | LTDRU0011       | Cimokinė II                                                  |
|         | LTDRUB001       | Nemuno salos ties Lipliūnais                                 |
|         | LTELE0005       | Neries kilpų apylinkės                                       |
|         | LTELE0006       | Pipiriškių apylinkės                                         |
|         | LTELE0007       | Jagėlonių miškas                                             |
|         | LTIGN0001       | Pušnies pelkė                                                |
|         | LTIGN0003       | Šakeliškės pievos                                            |
|         | LTIGN0004       | Dietkauščiznos pievos                                        |
|         | LTIGN0013       | Merkmenio ežeras                                             |
|         | LTIGN0017       | Gervelės pelkė                                               |
|         | LTIGN0018       | Aukštaitijos nacionalinis parkas                             |
|         | LTIGN0026       | Rūžo ežeras                                                  |
|         | LTIGN0027       | Sungardo ežeras                                              |
|         | LTIGN0028       | Birvėtos upės slėnis ties Rimaldiške                         |
|         | LTIGN0032       | Dysnos upės slėniai                                          |
|         | LTIGN0033       | Kazitiškio pelkė                                             |
|         | LTIGN0034       | Milašiaus ir Puzarauskinės miškai                            |
|         | LTIGN0035       | Vytėnų pelkė                                                 |
|         | LTIGN0036       | Ažušilės-Didžiagirio apylinkės                               |
|         | LTIGNB001       | Birvėtos šlapžemės                                           |
|         | LTIGNB003       | Vakarinė Aukštaitijos nacionalinio parko dalis               |
|         | LTIGNB004       | Dysnų ir Dysnykščio apyežerių šlapžemių kompleksas           |
|         | LTIGNB005       | Pušnies, Rūžo ir Apvardų šlapžemių kompleksas                |
|         | LTJOA0001       | Šventosios upės slėnis ties Upninkais                        |
|         | LTJOA0002       | Širvintos upė ir jos slėniai                                 |
|         | LTJOA0003       | Paąžuolynės durpynas                                         |
|         | LTJOA0005       | Šilo miškas                                                  |
|         | LTJOA0006       | Gaižiūnai                                                    |
|         | LTJOA0007       | Didelis miškas                                               |
|         | LTJOA0008       | Lomena ir Verkstinė                                          |
|         | LTJOA0009       | Kulvos apylinkės                                             |
|         | LTJOA0010       | Šventosios upės vidurupis II                                 |
|         | LTJOI0001       | Mūšos tyrelio miškas                                         |
|         | LTJOI0002       | Vilkijos upės slėnis                                         |
|         | LTJOI0003       | Miškas prie Dilbinėlių                                       |
|         | LTJOI0004       | Žagarės miškas                                               |
|         | LTJOI0007       | Žagarės ozas                                                 |
|         | LTJOI0008       | Pabalių miškas ir Švėtės upės slėnis                         |
|         | LTJOI0009       | Vilkiaušio miškas                                            |
|         | LTJOI0010       | Satkūnų miškas                                               |
|         | LTJOI0011       | Žagarės dvaro parkas                                         |
|         | LTJONB001       | Mūšos Tyrelio pelkė                                          |
|         | LTJUR0001       | Seredžiaus pievos                                            |
|         | LTJUR0002       | Gystaus upės slėnis                                          |
|         | LTJUR0003       | Šilinės apylinkės                                            |
|         | LTJUR0004       | Klangių pievos                                               |
|         | LTJUR0005       | Armenos atodangos                                            |
|         | LTJUR0006       | Balandinės pelkė                                             |
|         | LTJUR0007       | Baužaičių pelkė                                              |
|         | LTJUR0008       | Karšuvos giria                                               |
|         | LTJUR0009       | Laukesa I                                                    |
|         | LTJUR0010       | Margupio kadagynas                                           |
|         | LTJUR0011       | Šaltuonos upės slėnis                                        |
|         | LTJUR0012       | Mituvos slėnis žemiau Paulių                                 |
|         | LTJUR0013       | Nemuno slėnis ties Kalveliais                                |
|         | LTJUR0014       | Nemuno slėnis ties Palėkiais                                 |
|         | LTJUR0015       | Lapgirių miškas                                              |
|         | LTJUR0016       | Mituvos upės slėnis žemiau Paulių II                         |
|         | LTJUR0017       | Šilinės apylinkės II                                         |
|         | LTJURB002       | Nemuno slėnio pievos tarp Raudonės ir Gelgaudiškio           |
|         | LTKAI0001       | Kaukinės miškas                                              |
|         | LTKAI0002       | Strėvininkų miškas                                           |
|         | LTKAI0004       | Vaiguvos miškas                                              |
|         | LTKAI0005       | Būdos-Pravieniškių miškas                                    |
|         | LTKAI0006       | Lapainios slėnis                                             |
|         | LTKAI0008       | Strošiūnų šilas                                              |
|         | LTKAI0009       | Palaraistis                                                  |
|         | LTKAI0010       | Kruonio Gojaus miškas                                        |
|         | LTKAI0011       | Kaugonių apylinkės                                           |
|         | LTKAI0013       | Strošiūnų šilas II                                           |
|         | LTKAI0014       | Mūro Strėvininkų apylinkės                                   |
|         | LTKAIB006       | Būdos-Pravieniškių miškai                                    |
|         | LTKAL0001       | Liubavo kaimo apylinkės                                      |
|         | LTKAL0002       | Kalvarijos apylinkės                                         |
|         | LTKAU0001       | Ringovės miškai                                              |
|         | LTKAU0002       | Nevėžio žemupys                                              |
|         | LTKAU0003       | Kamšos miškas                                                |
|         | LTKAU0007       | Kauno marios                                                 |
|         | LTKAU0008       | Milikonių fortas                                             |
|         | LTKAU0009       | Žagariškių fortas                                            |
|         | LTKAU0010       | Julijanavos fortas                                           |
|         | LTKAU0011       | Naujosios Fredos fortas                                      |
|         | LTKAU0012       | Rokų fortas                                                  |
|         | LTKAU0014       | Jiesios upė ir jos slėniai                                   |
|         | LTKAU0020       | Kauno ąžuolynas                                              |
|         | LTKAU0022       | Padauguvos miškas                                            |
|         | LTKAU0024       | Babtų-Varluvos miškai                                        |
|         | LTKAU0026       | Pakarklės miškas                                             |
|         | LTKAU0028       | Romainių ąžuolynas                                           |
|         | LTKAU0029       | Aluonos upė ir jos slėniai                                   |
|         | LTKAU0030       | Aukštųjų Šančių ąžuolynas                                    |
|         | LTKAU0031       | Karklės-Nerėpos apylinkės                                    |
|         | LTKAU0032       | Liekės apylinkės                                             |
|         | LTKAU0033       | Nevėžio žemupys II                                           |
|         | LTKAU0034       | Kamšos miškas II                                             |
|         | LTKAU0035       | Kačerginės apylinkės                                         |
|         | LTKAU0036       | Padauguvos miškas II                                         |
|         | LTKAU0038       | Žėbiškių ir Lomankos miškai                                  |
|         | LTKAUB001       | Nemuno upės pakrantės ir salos tarp Kulautuvos ir Smalininkų |
|         | LTKAUB004       | Nevėžio upės slėnis                                          |
|         | LTKAUB006       | Babtų - Varluvos miškai                                      |
|         | LTKAZ0004       | Višakio upės slėnis                                          |
|         | LTKAZ0005       | Kazlų rūdos miškas                                           |
|         | LTKAZ0006       | Kazlų Rūdos miškas III                                       |
|         | LTKAZ0007       | Kazlų Rūdos miškas IV                                        |
|         | LTKED0001       | Labūnavos miškas                                             |
|         | LTKED0002       | Dvariškių kaimo apylinkės                                    |
|         | LTKED0003       | Nevėžio upės slėnis ties Šventybrasčiu                       |
|         | LTKED0004       | Klamputė                                                     |
|         | LTKED0005       | Runeikių miškas                                              |
|         | LTKED0006       | Vosbučių kaimo apylinkės                                     |
|         | LTKED0009       | Bakainiai                                                    |
|         | LTKED0010       | Gelnų miškas                                                 |
|         | LTKED0012       | Ilgatrakio miškas                                            |
|         | LTKED0014       | Dotnuvos-Josvainių miškai                                    |
|         | LTKED0021       | Barupės slėniai                                              |
|         | LTKED0022       | Vikšrupio aukštupys                                          |
|         | LTKED0023       | Kalnaberžės miškas                                           |
|         | LTKED0024       | Skaistės pelkė                                               |
|         | LTKED0025       | Šušvės upė ir jos apylinkės                                  |
|         | LTKED0026       | Glaušių kaimo apylinkės                                      |
|         | LTKED0027       | Nevėžio upės slėnis ties Šventybrasčiu II                    |
|         | LTKED0028       | Liaudės upės slėnis                                          |
|         | LTKED0029       | Lančiūnavos miškas                                           |
|         | LTKEDB002       | Lančiunavos miškas                                           |
|         | LTKEDB003       | Dotnuvos - Josvainių miškai                                  |
|         | LTKEL0001       | Pakėvio miškas                                               |
|         | LTKEL0002       | Galvydiškės kaimo apylinkės                                  |
|         | LTKEL0003       | Smirdėlės pelkė                                              |
|         | LTKEL0006       | Svilės šaltiniai                                             |
|         | LTKEL0007       | Šimšų miškas                                                 |
|         | LTKEL0010       | Apušio ežeras ir jo apyežerės                                |
|         | LTKEL0012       | Šiluvos tyrelis                                              |
|         | LTKEL0013       | Miškinių kaimo apylinkės                                     |
|         | LTKEL0014       | Juodlės miškas                                               |
|         | LTKEL0015       | Gudmoniškės pelkė                                            |
|         | LTKEL0017       | Vijurkų pievos                                               |
|         | LTKEL0020       | Karalmiškio sengirė                                          |
|         | LTKEL0021       | Žukiškės miškas                                              |
|         | LTKEL0022       | Karklėnų ežeras ir jo apyežerės                              |
|         | LTKEL0023       | Paginskių kaimo apylinkės                                    |
|         | LTKEL0024       | Pamedžiokalnio miškas                                        |
|         | LTKEL0025       | Perdalės ežeras                                              |
|         | LTKEL0026       | Tyklio ežeras ir Tyklės miškas                               |
|         | LTKEL0028       | Pagirgždūčio miškas II                                       |
|         | LTKEL0030       | Tytuvėnų regioninis parkas                                   |
|         | LTKLA0001       | Svencelės pelkė                                              |
|         | LTKLA0003       | Minijos upės slėnis                                          |
|         | LTKLA0004       | Kintų pievos ir miškai                                       |
|         | LTKLA0005       | Lužijos ir Tyrų pelkės                                       |
|         | LTKLA0007       | Minijos upė                                                  |
|         | LTKLA0009       | Pajūrio kopos                                                |
|         | LTKLA0010       | Veiviržo ir Šalpės upės bei jų slėniai                       |
|         | LTKLA0011       | Graumena ir jos slėniai II                                   |
|         | LTKLA0012       | Pajūrio smilgynai                                            |
|         | LTKLA0013       | Lužijos ir Tyrų pelkės II                                    |
|         | LTKLA0014       | Kalotės ir Karklės apylinkės                                 |
|         | LTKLAB001       | Kuršių nerijos nacionalinis parkas                           |
|         | LTKLAB002       | Tyrų pelkė                                                   |
|         | LTKLAB003       | Kalvių karjeras                                              |
|         | LTKLAB009       | Svencelės pievos                                             |
|         | LTKLAB010       | Kuršių marios                                                |
|         | LTKRE0001       | Sudėnų pievos                                                |
|         | LTKRE0002       | Minijos slėnis ties Dyburiais                                |
|         | LTKRE0003       | Nasrėnų pievos                                               |
|         | LTKRE0004       | Senosios Įpilties apylinkės                                  |
|         | LTKRE0005       | Salanto ir Blendžiavos upės                                  |
|         | LTKRE0006       | Baltijos Šventosios upė                                      |
|         | LTKRE0007       | Grūšlaukės miškas                                            |
|         | LTKRE0008       | Kraštinės miškas                                             |
|         | LTKRE0009       | Kartenalės apylinkės                                         |
|         | LTKRE0010       | Alanto žemupys                                               |
|         | LTKRE0011       | Klausgalvų apylinkės                                         |
|         | LTKRE0012       | Salanto ir Blendžiavos upės II                               |
|         | LTKREB001       | Nemirsetos smiltpievės                                       |
|         | LTKUP0001       | Kepurinės pelkė                                              |
|         | LTKUP0002       | Sakonių bala                                                 |
|         | LTKUP0003       | Notigalės pelkė                                              |
|         | LTKUP0004       | Skapagirio miškas                                            |
|         | LTKUP0005       | Lėvens upės slėnis                                           |
|         | LTKUP0006       | Buožių kaimo apylinkės                                       |
|         | LTKUP0007       | Mirabelio miškas                                             |
|         | LTKUP0008       | Alojos apylinkės                                             |
|         | LTLAZ0001       | Kučiuliškės-Drapalių apylinkės                               |
|         | LTLAZ0003       | Krakinio pelkė                                               |
|         | LTLAZ0010       | Metelių regioninis parkas                                    |
|         | LTLAZ0015       | Liubelio miškas                                              |
|         | LTLAZ0016       | Balsio ežeras                                                |
|         | LTLAZ0017       | Morkavo upės slėnio pievos                                   |
|         | LTLAZ0019       | Liūnelio ežeras ir jo apyežerės                              |
|         | LTLAZ0020       | Petroškų miškas                                              |
|         | LTLAZ0021       | Ančios ežero šiaurinė apyežerė                               |
|         | LTLAZ0022       | Veisiejų regioninis parkas                                   |
|         | LTLAZ0023       | Dainaviškių pelkės                                           |
|         | LTLAZ0025       | Ilgininkų miško dalis                                        |
|         | LTLAZ0026       | Ilgio ežeras (I)                                             |
|         | LTLAZ0033       | Snaigyno ežeras                                              |
|         | LTLAZ0035       | Margų kaimo apylinkės                                        |
|         | LTLAZ0036       | Stankūnų kaimo apylinkės                                     |
|         | LTLAZ0037       | Bestraigiškių kaimo apylinkės                                |
|         | LTLAZ0039       | Stračiūnų kaimo apylinkės                                    |
|         | LTLAZ0040       | Šlavantų kaimo apylinkės                                     |
|         | LTLAZ0041       | Avižienių miškas                                             |
|         | LTLAZ0042       | Paveisiejų kaimo apylinkės                                   |
|         | LTLAZ0043       | Grynaraistis                                                 |
|         | LTELE0004       | Vievio apylinkės                                             |
|         | LV0300700       | Tervete                                                      |
|         | LV0400400       | Korkulu sausgultne un pazemes upe                            |
|         | LV0401000       | Kalamecu - Markuzu gravas                                    |
|         | LV0401900       | Stiglavas atsegumi                                           |
|         | LV0415600       | Zanas lejtece                                                |
|         | LV0415700       | Pavaru atsegumi                                              |
|         | LV0512800       | Mezmuizas avoti                                              |
|         | LV0804600       | Dzelmes                                                      |
|         | LV0824700       | Visikums                                                     |
|         | LV0826100       | Vidagas mezi                                                 |
|         | LV0826300       | Gaujienas purvainie mezi                                     |
|         | LV0830100       | Ozoldarzs                                                    |
|         | LV0830200       | Vecselpils                                                   |
|         | LV0830300       | Silzemnieki                                                  |
|         | LV0830400       | Dublukrogs                                                   |
|         | LV0830500       | Priedes                                                      |
|         | LV0830600       | Berzoles riests                                              |
|         | LV0830700       | Berzu purvs                                                  |
|         | LV0830800       | Bulvara riests                                               |
|         | LV0830900       | Gravinas                                                     |
|         | LV0831000       | Sepkas riests                                                |
|         | LV0831100       | Kalna riests                                                 |
|         | LV0831300       | Banuzu Zelta avots                                           |
|         | LV0831400       | Dravenieku avoti                                             |
|         | LV0831500       | Elles purvs                                                  |
|         | LV0831700       | Maitiku avoti                                                |
|         | LV0831800       | Mezamatveju kadiku plavas                                    |
|         | LV0831900       | Mezamatveju plavas                                           |
|         | LV0843500       | Igaunijas riests                                             |
|         | LTANY0012       | Anykščių šilelis                                             |